# 1990年國際足協世界盃決賽
1990年國際足協世界盃決賽於1990年7月8日在羅馬的奧林匹克體育場（Stadio Olimpico di Roma）舉行。比賽結果為西德以 1–0 擊敗阿根廷，獲得該屆世界盃的冠軍。這場比賽也是歐洲足聯（UEFA）的成員首次擊敗非歐洲球隊的決賽。
這次世界盃是德國隊歷史上第三次獲得世界杯冠軍，在當時他們成為最成功的球隊（3次冠軍，3次亞軍）。這個頭銜一直到1994年國際足協世界盃才轉讓給獲得當屆冠軍的巴西隊（當時為 4 次冠軍）。而西德隊的教練贝肯鲍尔成為第一個分別以球員和教練的身分皆贏得世界杯金牌和銀牌的人。
值得一提的是，西德隊與阿根廷隊在前一屆的世界盃中也剛好一起進入決賽，而當時阿根廷隊以3–2擊敗西德隊，獲得冠軍。這也是至今唯一一次兩隊在連續兩次決賽碰頭。

## 賽事

### 摘要
1990年的世界杯決賽向來被視為史上最難看且風格偏激的一場世界盃比賽：節奏過度緩慢，而且是史上第一次有兩個人同時在決賽領到紅牌。原因主要出在阿根廷詭異的戰略方針：在馬拉度納被守死的情況下，阿根廷剩下的中場球員似乎是完全无法组织起連貫且有效的進攻，於是他們開始不計一切代價的死守打算將比賽拖入PK，認為他們在這種比賽方式中可以靠著替補門將戈伊科切亞的神奇發揮取得優勢，實際上他們前兩場比賽也的確都是照著這個劇本獲勝的。
上半場，雙方基本上沒有製造出任何有威脅性的攻勢。而下半場開賽不久，西德隊開始搶攻並製造了幾個機會：德國中場利特巴爾斯基在邊路內切並一口氣甩掉三個防守球員，但他在禁區邊緣的射門沒有射正、貝特霍德和佛勒在兩次由布雷默主踢的自由球中獲得空檔，但也都沒能進球。第58分鐘，阿根廷的門將戈伊科切亞似乎在禁區撞倒了奧根塔勒，但裁判柯德薩爾沒有吹判十二碼。第65分鐘，先前才因累計黃牌而被禁賽，本場復出的阿根廷後衛佩德罗·蒙松在替補上場不到20分鐘後就發揮了一如以往的犯規高效率，而且這次是直接領到了世界杯史上第一張決賽的紅牌：在FIFA早已經對阿根廷本屆淘汰賽時的「精彩」表現忍無可忍，要求裁判嚴格執法後，他在試圖一次鏟走克林斯曼的球時把腳舉到明顯不合理的高度並踢倒克林斯曼，有部分人認為克林斯曼是假摔，但他事後嚴正否認並表示這次鏟球在他的小腿上留下了長達15公分的疤。第78分鐘，在一次誤判給阿根廷的角球攻勢中，西德隊長馬特烏斯在自己的禁區掉球後疑似絆倒了G.卡爾德隆，但柯德薩爾依然表示繼續比賽，這引發了阿根廷球員的不滿：他們包圍裁判並大喊要求十二碼，但並沒有成功。隨後在第85分鐘，裁判徹底引爆了阿根廷球員的憤怒：山奇尼對佛勒一次看似沒有問題（山奇尼的腳先碰到球，而他把球鏟掉之後撞到佛勒，但碰撞並沒有很強烈且明顯不是故意的，而佛勒被撞到後隨即倒地）的鏟球被吹犯規並給了西德一次十二碼，布雷默成功將球踢進守門員右側的底角，戈伊科切亞猜對方向但來不及擋到，這也是本場比賽唯一的進球。兩分鐘後，上半場已經領到一張黃牌的阿根廷前鋒德索蒂，因「就連在職業摔角都很難得看到的一次對脖子犯規」（紐約時報的說法）而直接領到一張紅牌，被犯規的人是德國後衛科勒，他當時把球踢出界外來拖延時間，並在把球撿起來要交給德索蒂的時候被拉倒。這張紅牌再次讓阿根廷隊圍住裁判理論，但除了讓馬拉度納領到一張黃牌之外沒有任何改變。隨後比賽結束，整場比賽被布赫瓦爾德牢牢守死而毫無建樹的馬拉度納痛哭離場，並聲稱裁判是阿根廷輸球的原因。
本場比賽中西德隊共射門23次，其中16次射正，但也僅靠十二碼得到唯一一分；阿根廷更是在90分鐘僅有一次射正，成為史上第一支在決賽沒能得分的隊伍。賽前高達四人因累積黃牌而在本場禁賽的阿根廷，本場又有兩人領紅牌離場，加上受傷的球員，阿根廷在決賽最後實際能上場的球員不到完整名單的一半。這次決賽也理所當然的成為史上得分最低的決賽，雖然這個紀錄不久後就被改寫了：四年後，巴西和義大利帶著0比0的比分進入史上第一次的決賽PK賽。
有趣的是，西德隊的十二碼第一順位負責人是馬特烏斯，但他在本場激烈的肢體碰撞中鞋子壞掉並表示新鞋穿起來不舒服，信心不足的他決定放棄這個十二碼；第二順位的人是鲁迪·沃勒尔，但隊上慣例是不讓被犯規的人主踢該次十二碼，於是這個重責大任交到了布雷默身上，而他也成功的罰進這球，沒讓戈伊科切亞再次創造奇蹟。
賽後兩隊都因這場比賽的賽果遭到批評：西德隊被質疑是靠著假摔而獲得了制勝的十二碼球，而西德的支持者們則認為西德早該在奧根哈勒被犯規的時候就獲得十二碼；而阿根廷隊更是因為其毫無章法的進攻、粗魯而甚至是暴力的防守動作，以及多次包圍並辱罵裁判等等沒有運動家精神的行為而遭到普遍的指責。而實際上西德取得領先之後，最後幾分鐘也做著阿根廷隊幾場比賽以來一再重複的消極防守（只差在是否有暴力犯規的部分）。

### 比賽詳情
| 1990年7月8日 20:00 UTC+2 |

| 西德                      | 1–0  | 阿根廷 |
| ------------------------- | ---- | ------ |
| 安德烈亚斯·布雷默 85'（） | 報告 |        |

| 羅馬，奧林匹克體育場 觀眾人數：73,603 ：艾德加多·柯德薩爾 (墨西哥) |

| 西德 | 阿根廷 |

| GK         | 1  | 博多·伊尔格纳          |     |     |
| SW         | 5  | 克劳斯·奥根塔勒        |     |     |
| CB         | 6  | 吉多·布赫瓦尔德        |     |     |
| CB         | 4  | 尤尔根·科勒尔          |     |     |
| RWB        | 14 | 托马斯·贝特霍尔德      |     | 73' |
| LWB        | 3  | 安德烈亚斯·布雷默      |     |     |
| CM         | 8  | 托马斯·黑斯勒          |     |     |
| CM         | 10 | 洛塔尔·马特乌斯 (隊長) |     |     |
| CM         | 7  | 皮埃尔·利特巴尔斯基    |     |     |
| CF         | 9  | 鲁迪·沃勒尔            | 52' |     |
| CF         | 18 | 尤尔根·克林斯曼        |     |     |
| 後備球員： |    |                        |     |     |
| GK         | 12 | 莱蒙德·奥曼            |     |     |
| DF         | 2  | 斯特凡·罗伊特          |     | 73' |
| MF         | 15 | 乌韦·本恩              |     |     |
| MF         | 20 | 奥拉夫·托恩            |     |     |
| FW         | 13 | 卡爾-海因茨·里德爾     |     |     |
| 領隊：     |    |                        |     |     |
| 碧根鮑華   |    |                        |     |     |

| GK         | 12 | 戈伊科切亞           |         |     |
| DF         | 20 | 胡安．西蒙           |         |     |
| DF         | 18 | 瑟里瑞拉             |         |     |
| DF         | 19 | 魯格利               |         | 46' |
| MF         | 13 | 羅倫佐               |         |     |
| MF         | 4  | 巴索多               |         |     |
| MF         | 7  | 布魯查加             |         | 53' |
| MF         | 21 | 特羅格里奧           | 84'     |     |
| MF         | 17 | 辛仙尼               |         |     |
| FW         | 10 | 馬勒當拿（隊長）     | 87'     |     |
| FW         | 9  | 德索蒂               | 5', 87' |     |
| 後備球員： |    |                      |         |     |
| FW         | 3  | 艾比·巴布            |         |     |
| DF         | 5  | 鮑薩                 |         |     |
| MF         | 6  | 卡爾德隆             |         | 53' |
| DF         | 15 | 蒙松（足球教练）     | 65'     | 46' |
| GK         | 22 | 法比安（足球运动员） |         |     |
| 領隊：     |    |                      |         |     |
| 比拉爾多   |    |                      |         |     |

| 助理裁判員： 阿爾曼多·佩雷斯·霍約斯 (哥倫比亞) 米哈爾·利斯特基維茨 (波蘭) | 比賽規則 - 90 分鐘 - 賽和需要進行 30 分鐘加時賽 - 假如仍然賽和則會進行互射十二碼 - 五個後備球員，最多兩個換人調動 |